# Наково кладенче
Наково кладенче е малка по площ защитена територия от категорията природна забележителност, която се простира на 1 хектар в близост до град Ахтопол.
Обявена е като защитена територия с цел да бъдат запазени южната и обикновена блатна костенурка, които са консервационно значими и защитени животински видове.
Местността е включена в списъка с природните забележителности през 1980 година.